# مبدأ الفعل الأدنى

مبدأ الفعل الأدنى ينص على أن الجسم يتبع المسار الذي يسمح له باستهلاك أقل طاقة ممكنة لحظيًا، مع الأخذ بالاعتبار أن الحركة يجب أن تكون متواصلة بشكل سلس. بين نقطتين، المسار الذي يسلك الجسم ليس دائمًا هو الذي يمنح أقل استهلاك للطاقة لأن الاستهلاك اللحظي(أي أنه يحسب بالنسبة لمدة زمنية صغيرة جدًا) للطاقة هو الذي يكون دنيويًا (أي الأصغر).
يسمح هذا المبدأ بالتنبؤ بمسارات الأجسام وديناميتها (الموضع، السرعة، والتسارع) و ذلك بالاعتماد على مقدار وحيد : الفعل، وذلك بافتراض أن القيم الديناميكية تعطي للفعل قيمة مناسبة بين لحظتين (هذه القيمة هي الأصغر عندما تكون اللحظتان متقاربتين).
أغلب المعادلات الأساسية في الفيزياء يمكن استنتاجها من هذا المبدأ الشامل، مثلاً : الميكانيكا الكلاسيكية، الكهرومغناطيسية، النسبية العامة و النظرية الكوانتية للمجالات.

## الأصول

### فيرما
ينص مبدأ فيرما (1655)، على أن : الضوء ينتقل من نقطة لأخرى على مسار معين بشرط أن يستغرق أقل وقت ممكن."

### موبيرتوي
في القرن الثامن عشر (1744)، كتب موبيرتوي : "الفعل متناسب مع جداء الكتلة والسرعة والفضاء. وينص المبدأ في صيغته الأولى على أنه عندما يحدث تغير ما في الطبيعة، فإن كمية الفعل المستعملة لإحداث هذا التغيير هي دائما الأقل الممكنة، والذي تم تحسينه من طرف علماء آخرين : أولير، لاكرانج، جاكوبي، هيلمولتز.